# Кронон (футбольный клуб)
«Кронон» (бел. «Кронан») — белорусский футбольный клуб из Столбцов.

## История
Клуб был создан в 2020 году в городе Столбцы. В этом же году столбцовский клуб отправился выступать во Вторую лигу. Главным тренером клуба стал Анатолий Комоска, который по окончании сезона покинул клуб. В начале 2021 года клуб возглавил бывший футболист клуба Павел Волчецкий. В 2023 году главным тренером клуба стал Сергей Коток. В марте 2024 года стало известно, что клуб стал участником обновлённой Второй лиги.

## Главные тренеры
| Главный тренер                | Период работы |
| ----------------------------- | ------------- |
| Анатолий Николаевич Комоска   | 2020          |
| Павел Александрович Волчецкий | 2021—2022     |
| Сергей Геннадьевич Коток      | 2023—н. в.    |